# Liste over UFC bonus award-modtagere
UFC Bonus Awards er tre separate kontantbonuser, der normalt tildeles fire kæmpere efter hver UFC-begivenhed, baseret på en intern beslutning fra UFC-ledelsen. Flere/færre bonusser er blevet tildelt ved nogle begivenheder, især når der ikke opstod knockouts eller submissions.
- Fight of the Night: Tildelt til de to kæmpere, der leverede den mest imponerende kamp på programmet.[1]
- Knockout of the Night: Tildelt den kæmper, der leverede det mest imponerende knockout/tekniske knockout.[2]
- Submission of the Night: Tildelt den kæmper, leverede den mest imponerende submission.[3]
- Performance of the Night: Den 11. februar 2014, meddelte UFC en ændring af sine live event bonusser. Siden UFC Fight Night 36 har UFC tildelt Fight of the Night Bonuses til hver af kæmperne i aftenens bedste kamp, samt yderligere Performance of the Night Bonus'er. The Performance of the Night uddeles til atleterne, der udfører de bedste og mest spændende individuelle præstationer. The Submission of the Night og the Knockout of the Night bonuses er ophørt, og bonusbeløbet forblev $50.000.

## Kæmpere, der har fået tildelt flest awards
|  | På nuværende tidspunkt i UFC |
|  | Ikke længere i UFC           |
|  | Pensioneret                  |
|  | Flest af alle                |

| Kæmper             | Fight of the Night | Knockout of the Night | Submission of the Night | Performance of the Night | Total |
| ------------------ | ------------------ | --------------------- | ----------------------- | ------------------------ | ----- |
| Nate Diaz          | 8                  | 1                     | 5                       | 1                        | 15    |
| Joe Lauzon         | 7                  | 1                     | 6                       | 1                        | 15    |
| Anderson Silva     | 4                  | 7                     | 2                       | 0                        | 13    |
| Donald Cerrone     | 3                  | 3                     | 2                       | 5                        | 13    |
| Charles Oliveira   | 3                  | 0                     | 3                       | 5                        | 11    |
| Frankie Edgar      | 7                  | 1                     | 0                       | 2                        | 10    |
| Chris Lytle        | 6                  | 1                     | 3                       | 0                        | 10    |
| Clay Guida         | 6                  | 0                     | 3                       | 0                        | 9     |
| Jim Miller         | 6                  | 0                     | 3                       | 0                        | 9     |
| Jeremy Stephens    | 5                  | 3                     | 0                       | 1                        | 9     |
| Lyoto Machida      | 3                  | 4                     | 0                       | 2                        | 9     |
| Conor McGregor     | 2                  | 1                     | 0                       | 6                        | 9     |
| Edson Barboza      | 6                  | 1                     | 0                       | 1                        | 8     |
| Dustin Poirier     | 5                  | 0                     | 1                       | 2                        | 8     |
| Jon Jones          | 4                  | 1                     | 2                       | 1                        | 8     |
| Tony Ferguson      | 3                  | 1                     | 1                       | 3                        | 8     |
| Stipe Miocic       | 3                  | 1                     | 0                       | 4                        | 8     |
| Demetrious Johnson | 2                  | 1                     | 1                       | 4                        | 8     |
| Anthony Johnson    | 1                  | 2                     | 0                       | 5                        | 8     |
| Diego Sanchez      | 7                  | 0                     | 0                       | 0                        | 7     |
| Sam Stout          | 6                  | 1                     | 0                       | 0                        | 7     |
| Carlos Condit      | 5                  | 2                     | 0                       | 0                        | 7     |
| Wanderlei Silva    | 5                  | 2                     | 0                       | 0                        | 7     |
| Cub Swanson        | 5                  | 2                     | 0                       | 0                        | 7     |
| Michael Bisping    | 5                  | 0                     | 0                       | 2                        | 7     |
| Maurício Rua       | 4                  | 3                     | 0                       | 0                        | 7     |
| Georges St-Pierre  | 4                  | 1                     | 1                       | 1                        | 7     |
| Dan Henderson      | 4                  | 1                     | 0                       | 2                        | 7     |
| Yoel Romero        | 4                  | 1                     | 0                       | 2                        | 7     |
| Thiago Tavares     | 4                  | 0                     | 1                       | 2                        | 7     |
| Robert Whittaker   | 4                  | 0                     | 0                       | 3                        | 7     |
| Mark Hunt          | 3                  | 2                     | 0                       | 2                        | 7     |
| Erick Silva        | 3                  | 0                     | 2                       | 2                        | 7     |
| T.J. Dillashaw     | 3                  | 0                     | 0                       | 4                        | 7     |
| Travis Browne      | 2                  | 4                     | 1                       | 0                        | 7     |
| Stefan Struve      | 2                  | 1                     | 2                       | 1                        | 7     |
| Rafael dos Anjos   | 2                  | 1                     | 0                       | 4                        | 7     |
| Ronda Rousey       | 2                  | 0                     | 1                       | 4                        | 7     |
| Demian Maia        | 1                  | 0                     | 4                       | 2                        | 7     |

## Award-modtagere
| Begivenhed                                        | Fight of the Night        | Fight of the Night | Fight of the Night       | Performance of the Night | Performance of the Night | Bonus                                                                              |
| ------------------------------------------------- | ------------------------- | ------------------ | ------------------------ | ------------------------ | ------------------------ | ---------------------------------------------------------------------------------- |
| UFC 226                                           | N/A                       | N/A                | N/A                      | Paulo Costa              | Khalil Rountree Jr.      | $50,000                                                                            |
| UFC 226                                           | N/A                       | N/A                | N/A                      | Anthony Pettis           | Daniel Cormier           | $50,000                                                                            |
| The Ultimate Fighter: Undefeated Finale           | Alex Caceres              | vs.                | Martin Bravo             | Israel Adesanya          | Luis Pena                | $50,000                                                                            |
| UFC Fight Night 132                               | Shane Young               | vs.                | Rolando Dy               | Ovince Saint Preux       | Song Yadong              | $50,000                                                                            |
| UFC 225                                           | Robert Whittaker          | vs.                | Yoel Romero              | Curtis Blaydes           | Charles Oliveira         | $50,000 6                                                                          |
| UFC Fight Night 131                               | N/A                       | N/A                | N/A                      | Marlon Moraes            | Gregor Gillespie         | $50,000                                                                            |
| UFC Fight Night 131                               | N/A                       | N/A                | N/A                      | Ben Saunders             | Nathaniel Wood           | $50,000                                                                            |
| UFC Fight Night 130                               | N/A                       | N/A                | N/A                      | Tom Breese               | Darren Stewart           | $50,000                                                                            |
| UFC Fight Night 130                               | N/A                       | N/A                | N/A                      | Cláudio Silva            | Arnold Allen             | $50,000                                                                            |
| UFC Fight Night 129                               | Andrea Lee                | vs.                | Veronica Macedo          | Claudio Puelles          | Gabriel Benítez          | $50,000                                                                            |
| UFC 224                                           | Kelvin Gastelum           | vs.                | Ronaldo Souza            | Lyoto Machida            | Oleksiy Oliynyk          | $50,000                                                                            |
| UFC Fight Night 128                               | Ricky Simon               | vs.                | Merab Dvalishvili        | Siyar Bahadurzada        | David Branch             | $50,000                                                                            |
| UFC on Fox 29                                     | Dustin Poirier            | vs.                | Justin Gaethje           | Alex Oliveira            | Adam Wieczorek           | $50,000                                                                            |
| UFC 223                                           | Zabit Magomedsharipov     | vs.                | Kyle Bochniak            | Olivier Aubin-Mercier    | Chris Gruetzemacher      | $50,000                                                                            |
| UFC Fight Night 127                               | Jan Błachowicz            | vs.                | Jimi Manuwa              | Alexander Volkov         | Paul Craig               | $50,000                                                                            |
| UFC 222                                           | Sean O'Malley             | vs.                | Andre Soukhamthath       | Brian Ortega             | Alexander Hernandez      | $50,000                                                                            |
| UFC on Fox 28                                     | Alan Jouban               | vs.                | Ben Saunders             | Jeremy Stephens          | Ilir Latifi              | $50,000                                                                            |
| UFC Fight Night 126                               | Brandon Davis             | vs.                | Steven Peterson          | Derrick Lewis            | Curtis Millender         | $50,000                                                                            |
| UFC 221                                           | Jake Matthews             | vs.                | Li Jingliang             | Israel Adesanya          | Jussier Formiga          | $50,000                                                                            |
| UFC Fight Night 125                               | Thiago Santos             | vs.                | Anthony Smith            | Valentina Shevchenko     | Iuri Alcântara           | $50,000                                                                            |
| UFC on Fox 27                                     | Drew Dober                | vs.                | Frank Camacho            | Ronaldo Souza            | Mirsad Bektić            | $50,000                                                                            |
| UFC 220                                           | Calvin Kattar             | vs.                | Shane Burgos             | Daniel Cormier           | Abdul Razak Alhassan     | $50,000                                                                            |
| UFC Fight Night 124                               | Jeremy Stephens           | vs.                | Doo Ho Choi              | Darren Elkins            | Polo Reyes               | $50,000                                                                            |
| UFC 219                                           | Cris Cyborg               | vs.                | Holly Holm               | Khabib Nurmagomedov      | Tim Elliott              | $50,000                                                                            |
| UFC on Fox 26                                     | Julian Marquez            | vs.                | Darren Stewart           | Nordine Taleb            | Alessio Di Chirico       | $50,000                                                                            |
| UFC Fight Night 123                               | Brian Ortega              | vs.                | Cub Swanson              | Brian Ortega             | Marlon Moraes            | $50,000                                                                            |
| UFC 218                                           | Eddie Alvarez             | vs.                | Justin Gaethje           | N/A                      | N/A                      | $50,000                                                                            |
| UFC 218                                           | Yancy Medeiros            | vs.                | Alex Oliveira            | N/A                      | N/A                      | $50,000                                                                            |
| The Ultimate Fighter: A New World Champion Finale | Nicco Montaño             | vs.                | Roxanne Modafferi        | Brett Johns              | Gerald Meerschaert       | $50,000                                                                            |
| UFC Fight Night 122                               | N/A                       | N/A                | N/A                      | Kelvin Gastelum          | Li Jingliang             | $50,000                                                                            |
| UFC Fight Night 122                               | N/A                       | N/A                | N/A                      | Zabit Magomedsharipov    | Song Kenan               | $50,000                                                                            |
| UFC Fight Night 121                               | Frank Camacho             | vs.                | Damien Brown             | Nik Lentz                | Tai Tuivasa              | $50,000                                                                            |
| UFC Fight Night 120                               | Dustin Poirier            | vs.                | Anthony Pettis           | Matt Brown               | Raphael Assunção         | $50,000                                                                            |
| UFC 217                                           | N/A                       | N/A                | N/A                      | Georges St-Pierre        | Ovince Saint Preux       | $50,000 (for St-Pierre, Dillashaw & Namajunas) $25,000 (for Saint Preux and Ramos) |
| UFC 217                                           | N/A                       | N/A                | N/A                      | T.J. Dillashaw           | Ricardo Ramos            | $50,000 (for St-Pierre, Dillashaw & Namajunas) $25,000 (for Saint Preux and Ramos) |
| UFC 217                                           | N/A                       | N/A                | N/A                      | Rose Namajunas           | N/A                      | $50,000 (for St-Pierre, Dillashaw & Namajunas) $25,000 (for Saint Preux and Ramos) |
| UFC Fight Night 119                               | Elizeu Zaleski dos Santos | vs.                | Max Griffin              | Derek Brunson            | Pedro Munhoz             | $50,000                                                                            |
| UFC Fight Night 118                               | Brian Kelleher            | vs.                | Damian Stasiak           | Darren Till              | Jan Błachowicz           | $50,000                                                                            |
| UFC 216                                           | Lando Vannata             | vs.                | Bobby Green              | Demetrious Johnson       | John Moraga              | $50,000                                                                            |
| UFC Fight Night 117                               | Jéssica Andrade           | vs.                | Cláudia Gadelha          | Ovince Saint Preux       | Gökhan Saki              | $50,000                                                                            |
| UFC Fight Night 116                               | Gregor Gillespie          | vs.                | Jason Gonzalez           | Uriah Hall               | Mike Perry               | $50,000                                                                            |
| UFC 215                                           | Jeremy Stephens           | vs.                | Gilbert Melendez         | Rafael dos Anjos         | Henry Cejudo             | $50,000                                                                            |
| UFC Fight Night 115                               | Alexander Volkov          | vs.                | Stefan Struve            | Mairbek Taisumov         | Zabit Magomedsharipov    | $50,000                                                                            |
| UFC Fight Night 114                               | N/A                       | N/A                | N/A                      | Niko Price               | Humberto Bandenay        | $50,000                                                                            |
| UFC Fight Night 114                               | N/A                       | N/A                | N/A                      | Dustin Ortiz             | Joseph Morales           | $50,000                                                                            |
| UFC 214                                           | Brian Ortega              | vs.                | Renato Moicano           | Jon Jones                | Volkan Oezdemir          | $50,000                                                                            |
| UFC on Fox 25                                     | Elizeu Zaleski dos Santos | vs.                | Lyman Good               | Alex Oliveira            | Júnior Albini            | $50,000                                                                            |
| UFC Fight Night 113                               | Danny Henry               | vs.                | Daniel Teymur            | Santiago Ponzinibbio     | Paul Felder              | $50,000                                                                            |
| UFC 213                                           | Yoel Romero               | vs.                | Robert Whittaker         | Chad Laprise             | Rob Font                 | $50,000                                                                            |
| TUF 25 Finale                                     | Michael Johnson           | vs.                | Justin Gaethje           | Justin Gaethje           | Tecia Torres             | $50,000                                                                            |
| UFC Fight Night 112                               | N/A                       | N/A                | N/A                      | Jeremy Kimball           | Dominick Reyes           | $50,000                                                                            |
| UFC Fight Night 112                               | N/A                       | N/A                | N/A                      | Tim Boetsch              | Kevin Lee                | $50,000                                                                            |
| UFC Fight Night 111                               | Li Jingliang              | vs.                | Frank Camacho            | Holly Holm               | Ulka Sasaki              | $50,000                                                                            |
| UFC Fight Night 110                               | Mark Hunt                 | vs.                | Derrick Lewis            | Dan Hooker               | Ben Nguyen               | $50,000                                                                            |
| UFC 212                                           | Max Holloway              | vs.                | José Aldo                | Brian Kelleher           | Cláudia Gadelha          | $50,000                                                                            |
| UFC Fight Night 109                               | Alexander Gustafsson      | vs.                | Glover Teixeira          | Bojan Veličković         | Damir Hadzovic           | $50,000                                                                            |
| UFC 211                                           | Chase Sherman             | vs.                | Rashad Coulter           | Stipe Miocic             | Jason Knight             | $50,000                                                                            |
| UFC Fight Night 108                               | Cub Swanson               | vs.                | Artem Lobov              | Brandon Moreno           | Mike Perry               | $50,000                                                                            |
| UFC on Fox 24                                     | Tim Elliott               | vs.                | Louis Smolka             | Demetrious Johnson       | Robert Whittaker         | $50,000                                                                            |
| UFC 210                                           | Shane Burgos              | vs.                | Charles Rosa             | Charles Oliveira         | Gregor Gillespie         | $50,000                                                                            |
| UFC Fight Night 107                               | N/A                       | N/A                | N/A                      | Jimi Manuwa              | Gunnar Nelson            | $50,000                                                                            |
| UFC Fight Night 107                               | N/A                       | N/A                | N/A                      | Marlon Vera              | Marc Diakiese            | $50,000                                                                            |
| UFC Fight Night 106                               | N/A                       | N/A                | N/A                      | Kelvin Gastelum          | Edson Barboza            | $50,000                                                                            |
| UFC Fight Night 106                               | N/A                       | N/A                | N/A                      | Michel Prazeres          | Paulo Costa              | $50,000                                                                            |
| UFC 209                                           | David Teymur              | vs.                | Lando Vannata            | Darren Elkins            | Iuri Alcântara           | $50,000                                                                            |
| UFC Fight Night 105                               | Derrick Lewis             | vs.                | Travis Browne            | Paul Felder              | Thiago Santos            | $50,000                                                                            |
| UFC 208                                           | Dustin Poirier            | vs.                | Jim Miller               | Ronaldo Souza            | N/A                      | $50,000                                                                            |
| UFC Fight Night 104                               | Jéssica Andrade           | vs.                | Angela Hill              | Chan Sung Jung           | Marcel Fortuna           | $50,000                                                                            |
| UFC on Fox 23                                     | N/A                       | N/A                | N/A                      | Valentina Shevchenko     | Jorge Masvidal           | $50,000                                                                            |
| UFC on Fox 23                                     | N/A                       | N/A                | N/A                      | Francis Ngannou          | Jason Knight             | $50,000                                                                            |
| UFC Fight Night 103                               | Augusto Mendes            | vs.                | Frankie Saenz            | Yair Rodríguez           | Oleksiy Oliynyk          | $50,000                                                                            |
| UFC 207                                           | Cody Garbrandt            | vs.                | Dominick Cruz            | Amanda Nunes             | Alex Garcia              | $50,000                                                                            |
| UFC on Fox 22                                     | Leslie Smith              | vs.                | Irene Aldana             | Michelle Waterson        | Paul Craig               | $50,000                                                                            |
| UFC 206                                           | Cub Swanson               | vs.                | Doo Ho Choi              | Max Holloway             | Lando Vannata            | $50,000                                                                            |
| UFC Fight Night 102                               | Gian Villante             | vs.                | Saparbek Safarov         | Francis Ngannou          | Gerald Meerschaert       | $50,000                                                                            |
| TUF 24 Finale                                     | Jared Cannonier           | vs.                | Ion Cutelaba             | Sara McMann              | Anthony Smith            | $50,000                                                                            |
| UFC Fight Night 101                               | Robert Whittaker          | vs.                | Derek Brunson            | Robert Whittaker         | Tyson Pedro              | $50,000                                                                            |
| UFC Fight Night 100                               | N/A                       | N/A                | N/A                      | Thomas Almeida           | Cezar Ferreira           | $50,000                                                                            |
| UFC Fight Night 100                               | N/A                       | N/A                | N/A                      | Gadzhimurad Antigulov    | Pedro Munhoz             | $50,000                                                                            |
| UFC Fight Night 99                                | N/A                       | N/A                | N/A                      | Jack Marshman            | Kevin Lee                | $50,000                                                                            |
| UFC Fight Night 99                                | N/A                       | N/A                | N/A                      | Justin Ledet             | Abdul Razak Alhassan     | $50,000                                                                            |
| UFC 205                                           | Tyron Woodley             | vs.                | Stephen Thompson         | Conor McGregor           | Yoel Romero              | $50,000                                                                            |
| UFC Fight Night 98                                | Tony Ferguson             | vs.                | Rafael dos Anjos         | Ricardo Lamas            | Douglas Silva de Andrade | $50,000                                                                            |
| UFC 204                                           | Michael Bisping           | vs.                | Dan Henderson            | Jimi Manuwa              | Iuri Alcântara           | $50,000                                                                            |
| UFC Fight Night 96                                | N/A                       | N/A                | N/A                      | Brandon Moreno           | Luis Henrique da Silva   | $50,000                                                                            |
| UFC Fight Night 96                                | N/A                       | N/A                | N/A                      | Nate Marquardt           | Curtis Blaydes           | $50,000                                                                            |
| UFC Fight Night 95                                | Erick Silva               | vs.                | Luan Chagas              | Vicente Luque            | Eric Spicely             | $50,000                                                                            |
| UFC Fight Night 94                                | Evan Dunham               | vs.                | Rick Glenn               | Michael Johnson          | Chas Skelly              | $50,000                                                                            |
| UFC 203                                           | Stipe Miocic              | vs.                | Alistair Overeem         | Jéssica Andrade          | Yancy Medeiros           | $50,000                                                                            |
| UFC Fight Night 93                                | Josh Barnett              | vs.                | Andrei Arlovski          | Josh Barnett             | Ryan Bader               | $50,000                                                                            |
| UFC on Fox 21                                     | Jim Miller                | vs.                | Joe Lauzon               | Demian Maia              | Paige VanZant            | $50,000                                                                            |
| UFC 202                                           | Conor McGregor            | vs.                | Nate Diaz                | Anthony Johnson          | Donald Cerrone           | $50,000                                                                            |
| UFC Fight Night 92                                | Yair Rodríguez            | vs.                | Alex Caceres             | Marcin Tybura            | Viktor Pešta             | $50,000                                                                            |
| UFC 201                                           | Karolina Kowalkiewicz     | vs.                | Rose Namajunas           | Tyron Woodley            | Jake Ellenberger         | $50,000                                                                            |
| UFC on Fox 20                                     | Jason Knight              | vs.                | Jim Alers                | Felice Herrig            | Eddie Wineland           | $50,000                                                                            |
| UFC Fight Night 91                                | Tony Ferguson             | vs.                | Lando Vannata            | John Lineker             | Louis Smolka             | $50,000                                                                            |
| UFC 200                                           | N/A                       | N/A                | N/A                      | Amanda Nunes             | Cain Velasquez           | $50,000                                                                            |
| UFC 200                                           | N/A                       | N/A                | N/A                      | Joe Lauzon               | Gegard Mousasi           | $50,000                                                                            |
| TUF 23 Finale                                     | Joanna Jędrzejczyk        | vs.                | Cláudia Gadelha          | Tatiana Suarez           | Doo Ho Choi              | $50,000                                                                            |
| UFC Fight Night 90                                | Alan Jouban               | vs.                | Belal Muhammad           | Eddie Alvarez            | Pedro Munhoz             | $50,000                                                                            |
| UFC Fight Night 89                                | Steve Bossé               | vs.                | Sean O'Connell           | Donald Cerrone           | Krzysztof Jotko          | $50,000                                                                            |
| UFC 199                                           | Polo Reyes                | vs.                | Dong Hyun Kim            | Michael Bisping          | Dan Henderson            | $50,000                                                                            |
| UFC Fight Night 88                                | Jeremy Stephens           | vs.                | Renan Barão              | Cody Garbrandt           | Jake Collier             | $50,000                                                                            |
| UFC 198                                           | Francisco Trinaldo        | vs.                | Yancy Medeiros           | Stipe Miocic             | Ronaldo Souza            | $50,000                                                                            |
| UFC Fight Night 87                                | N/A                       | N/A                | N/A                      | Alistair Overeem         | Stefan Struve            | $50,000                                                                            |
| UFC Fight Night 87                                | N/A                       | N/A                | N/A                      | Gunnar Nelson            | Germaine de Randamie     | $50,000                                                                            |
| UFC 197                                           | Danny Roberts             | vs.                | Dominique Steele         | Demetrious Johnson       | Yair Rodríguez           | $50,000                                                                            |
| UFC on Fox 19                                     | Elizeu Zaleski dos Santos | vs.                | Omari Akhmedov           | Glover Teixeira          | Michael Chiesa           | $50,000                                                                            |
| UFC Fight Night 86                                | N/A                       | N/A                | N/A                      | Derrick Lewis            | Alejandro Pérez          | $50,000                                                                            |
| UFC Fight Night 86                                | N/A                       | N/A                | N/A                      | Mairbek Taisumov         | Jared Cannonier          | $50,000                                                                            |
| UFC Fight Night 85                                | Jake Matthews             | vs.                | Johnny Case              | Mark Hunt                | Neil Magny               | $50,000                                                                            |
| UFC 196                                           | Nate Diaz                 | vs.                | Conor McGregor           | Nate Diaz                | Miesha Tate              | $50,000                                                                            |
| UFC Fight Night 84                                | Michael Bisping           | vs.                | Anderson Silva           | Teemu Packalen           | Scott Askham             | $50,000                                                                            |
| UFC Fight Night 83                                | Lauren Murphy             | vs.                | Kelly Faszholz           | Donald Cerrone           | Chris Camozzi            | $50,000                                                                            |
| UFC Fight Night 82                                | Mike Pyle                 | vs.                | Sean Spencer             | Stephen Thompson         | Diego Rivas              | $50,000                                                                            |
| UFC on Fox 18                                     | Jimmie Rivera             | vs.                | Iuri Alcântara           | Anthony Johnson          | Ben Rothwell             | $50,000                                                                            |
| UFC Fight Night 81                                | Dominick Cruz             | vs.                | T.J. Dillashaw           | Ed Herman                | Luke Sanders             | $50,000                                                                            |
| UFC 195                                           | Robbie Lawler             | vs.                | Carlos Condit            | Stipe Miocic             | Michael McDonald         | $50,000                                                                            |
| UFC on Fox 17                                     | Nate Diaz                 | vs.                | Michael Johnson          | Rafael dos Anjos         | Vicente Luque            | $50,000                                                                            |
| UFC 194                                           | Luke Rockhold             | vs.                | Chris Weidman            | Conor McGregor           | Leonardo Santos          | $50,000                                                                            |
| TUF 22 Finale                                     | Tony Ferguson             | vs.                | Edson Barboza            | Frankie Edgar            | Tony Ferguson            | $50,000                                                                            |
| UFC Fight Night 80                                | Michael Chiesa            | vs.                | Jim Miller               | Rose Namajunas           | Tim Means                | $50,000                                                                            |
| UFC Fight Night 79                                | Seo Hee Ham               | vs.                | Cortney Casey            | Doo Ho Choi              | Dominique Steele         | $50,000                                                                            |
| UFC Fight Night 78                                | Neil Magny                | vs.                | Kelvin Gastelum          | Andre Fili               | Polo Reyes               | $50,000                                                                            |
| UFC 193                                           | Holly Holm                | vs.                | Ronda Rousey             | Holly Holm               | Kyle Noke                | $50,000                                                                            |
| UFC Fight Night 77                                | N/A                       | N/A                | N/A                      | Vitor Belfort            | Thomas Almeida           | $50,000                                                                            |
| UFC Fight Night 77                                | N/A                       | N/A                | N/A                      | Alex Oliveira            | Thiago Tavares           | $50,000                                                                            |
| UFC Fight Night 76                                | Nicolas Dalby             | vs.                | Darren Till              | Neil Seery               | Tom Breese               | $50,000                                                                            |
| UFC 192                                           | Daniel Cormier            | vs.                | Alexander Gustafsson     | Albert Tumenov           | Adriano Martins          | $50,000                                                                            |
| UFC Fight Night 75                                | N/A                       | N/A                | N/A                      | Josh Barnett             | Uriah Hall               | $50,000                                                                            |
| UFC Fight Night 75                                | N/A                       | N/A                | N/A                      | Diego Brandao            | Keita Nakamura           | $50,000                                                                            |
| UFC 191                                           | John Lineker              | vs.                | Francisco Rivera         | Anthony Johnson          | Raquel Pennington        | $50,000                                                                            |
| UFC Fight Night 74                                | Patrick Côté              | vs.                | Josh Burkman             | Frankie Perez            | Felipe Arantes           | $50,000                                                                            |
| UFC Fight Night 73                                | Glover Teixeira           | vs.                | Ovince Saint Preux       | Amanda Nunes             | Marlon Vera              | $50,000                                                                            |
| UFC 190                                           | Maurício Rua              | vs.                | Antônio Rogério Nogueira | Ronda Rousey             | Demian Maia              | $50,000                                                                            |
| UFC on Fox 16                                     | Edson Barboza             | vs.                | Paul Felder              | T.J. Dillashaw           | Tom Lawlor               | $50,000                                                                            |
| UFC Fight Night 72                                | Joanne Calderwood         | vs.                | Cortney Casey            | Joseph Duffy             | Stevie Ray               | $50,000                                                                            |
| UFC Fight Night 71                                | Alan Jouban               | vs.                | Matt Dwyer               | Frank Mir                | Tony Ferguson            | $50,000                                                                            |
| TUF 21 Finale                                     | N/A                       | N/A                | N/A                      | Stephen Thompson         | Kamaru Usman             | $50,000                                                                            |
| TUF 21 Finale                                     | N/A                       | N/A                | N/A                      | Jorge Masvidal           | Josh Samman              | $50,000                                                                            |
| UFC 189                                           | Robbie Lawler             | vs.                | Rory MacDonald           | Conor McGregor           | Thomas Almeida           | $50,000                                                                            |
| UFC Fight Night 70                                | Lorenz Larkin             | vs.                | Santiago Ponzinibbio     | Yoel Romero              | Thiago Santos            | $50,000                                                                            |
| UFC Fight Night 69                                | Joanna Jędrzejczyk        | vs.                | Jessica Penne            | Mairbek Taisumov         | Arnold Allen             | $50,000                                                                            |
| UFC 188                                           | Yair Rodríguez            | vs.                | Charles Rosa             | Fabrício Werdum          | Patrick Williams         | $50,000                                                                            |
| UFC Fight Night 68                                | Brian Ortega              | vs.                | Thiago Tavares           | Dustin Poirier           | Shawn Jordan             | $50,000                                                                            |
| UFC Fight Night 67                                | Charles Oliveira          | vs.                | Nik Lentz                | Rony Jason               | Charles Oliveira         | $50,000                                                                            |
| UFC 187                                           | Andrei Arlovski           | vs.                | Travis Browne            | Chris Weidman            | Daniel Cormier           | $50,000                                                                            |
| UFC Fight Night 66                                | Jon Delos Reyes           | vs.                | Roldan Sangcha-an        | Neil Magny               | Jon Tuck                 | $50,000                                                                            |
| UFC Fight Night 65                                | N/A                       | N/A                | N/A                      | Robert Whittaker         | James Vick               | $50,000                                                                            |
| UFC Fight Night 65                                | N/A                       | N/A                | N/A                      | Dan Hooker               | Alex Chambers            | $50,000                                                                            |
| UFC 186                                           | Chad Laprise              | vs.                | Bryan Barberena          | Demetrious Johnson       | Thomas Almeida           | $50,000                                                                            |
| UFC on Fox 15                                     | Gian Villante             | vs.                | Corey Anderson           | Luke Rockhold            | Max Holloway             | $50,000                                                                            |
| UFC Fight Night 64                                | Mirko Filipović           | vs.                | Gabriel Gonzaga          | Leon Edwards             | Maryna Moroz             | $50,000                                                                            |
| UFC Fight Night 63                                | N/A                       | N/A                | N/A                      | Chad Mendes              | Julianna Peña            | $50,000                                                                            |
| UFC Fight Night 63                                | N/A                       | N/A                | N/A                      | Dustin Poirier           | Timothy Johnson          | $50,000                                                                            |
| UFC Fight Night 62                                | N/A                       | N/A                | N/A                      | Gilbert Burns            | Godofredo Pepey          | $50,000                                                                            |
| UFC Fight Night 62                                | N/A                       | N/A                | N/A                      | Kevin Souza              | Fredy Serrano            | $50,000                                                                            |
| UFC 185                                           | N/A                       | N/A                | N/A                      | Rafael dos Anjos         | Joanna Jędrzejczyk       | $50,000                                                                            |
| UFC 185                                           | N/A                       | N/A                | N/A                      | Ross Pearson             | Beneil Dariush           | $50,000                                                                            |
| UFC 184                                           | N/A                       | N/A                | N/A                      | Tony Ferguson            | Tim Means                | $50,000                                                                            |
| UFC 184                                           | N/A                       | N/A                | N/A                      | Ronda Rousey             | Jake Ellenberger         | $50,000                                                                            |
| UFC Fight Night 61                                | N/A                       | N/A                | N/A                      | Frank Mir                | Sam Alvey                | $50,000                                                                            |
| UFC Fight Night 61                                | N/A                       | N/A                | N/A                      | Matt Dwyer               | Marion Reneau            | $50,000                                                                            |
| UFC Fight Night 60                                | Benson Henderson          | vs.                | Brandon Thatch           | Ray Borg                 | Neil Magny               | $50,000                                                                            |
| UFC 183                                           | Thales Leites             | vs.                | Tim Boetsch              | Thales Leites            | Thiago Alves             | $50,000                                                                            |
| UFC on Fox 14                                     | N/A                       | N/A                | N/A                      | Anthony Johnson          | Gegard Mousasi           | $50,000                                                                            |
| UFC on Fox 14                                     | N/A                       | N/A                | N/A                      | Kenny Robertson          | Makwan Amirkhani         | $50,000                                                                            |
| UFC Fight Night 59                                | Sean O'Connell            | vs.                | Matt Van Buren           | Conor McGregor           | Lorenz Larkin            | $50,000                                                                            |
| UFC 182                                           | Jon Jones                 | vs.                | Daniel Cormier           | Paul Felder              | Shawn Jordan             | $50,000                                                                            |
| UFC Fight Night 58                                | N/A                       | N/A                | N/A                      | Lyoto Machida            | Renan Barão              | $50,000                                                                            |
| UFC Fight Night 58                                | N/A                       | N/A                | N/A                      | Vitor Miranda            | Erick Silva              | $50,000                                                                            |
| UFC on Fox 13                                     | Junior dos Santos         | vs.                | Stipe Miocic             | Matt Mitrione            | Ian Entwistle            | $50,000                                                                            |
| TUF 20 Finale                                     | Jessica Penne             | vs.                | Randa Markos             | Carla Esparza            | Yancy Medeiros           | $50,000                                                                            |
| UFC 181                                           | Sergio Pettis             | vs.                | Matt Hobar               | Josh Samman              | Anthony Pettis           | $50,000                                                                            |
| UFC Fight Night 57                                | Paige VanZant             | vs.                | Kailin Curran            | Oleksiy Oliynyk          | Frankie Edgar            | $50,000                                                                            |
| UFC 180                                           | Henry Briones             | vs.                | Guido Cannetti           | Fabrício Werdum          | Kelvin Gastelum          | $50,000                                                                            |
| UFC Fight Night 56                                | Thomas Almeida            | vs.                | Tim Gorman               | Ovince St. Preux         | Leandro Silva            | $50,000                                                                            |
| UFC Fight Night 55                                | Robert Whittaker          | vs.                | Clint Hester             | Louis Smolka             | Luke Rockhold            | $50,000                                                                            |
| UFC 179                                           | José Aldo                 | vs.                | Chad Mendes              | Fábio Maldonado          | Gilbert Burns            | $50,000                                                                            |
| UFC Fight Night 54                                | Patrick Holohan           | vs.                | Chris Kelades            | Rory MacDonald           | Olivier Aubin-Mercier    | $50,000                                                                            |
| UFC Fight Night 53                                | Dennis Siver              | vs.                | Charles Rosa             | Mike Wilkinson           | Max Holloway             | $50,000                                                                            |
| UFC 178                                           | Tim Kennedy               | vs.                | Yoel Romero              | Conor McGregor           | Dominick Cruz            | $50,000                                                                            |
| UFC Fight Night 52                                | Kyung Ho Kang             | vs.                | Michinori Tanaka         | Mark Hunt                | Johnny Case              | $50,000                                                                            |
| UFC Fight Night 51                                | Gleison Tibau             | vs.                | Piotr Hallmann           | Andrei Arlovski          | Godofredo Pepey          | $50,000                                                                            |
| UFC Fight Night 50                                | Joe Lauzon                | vs.                | Michael Chiesa           | Ben Rothwell             | Ronaldo Souza            | $50,000                                                                            |
| UFC 177                                           | Ramsey Nijem              | vs.                | Carlos Diego Ferreira    | T.J. Dillashaw           | Yancy Medeiros           | $50,000                                                                            |
| UFC Fight Night 49                                | N/A                       | N/A                | N/A                      | Rafael dos Anjos         | Jordan Mein              | $50,000                                                                            |
| UFC Fight Night 49                                | N/A                       | N/A                | N/A                      | Thales Leites            | Ben Saunders             | $50,000                                                                            |
| UFC Fight Night 48                                | N/A                       | N/A                | N/A                      | Michael Bisping          | Tyron Woodley            | $50,000                                                                            |
| UFC Fight Night 48                                | N/A                       | N/A                | N/A                      | Alberto Mina             | Yuta Sasaki              | $50,000                                                                            |
| UFC Fight Night 47                                | Alan Jouban               | vs.                | Seth Baczynski           | Tim Boetsch              | Thiago Tavares           | $50,000                                                                            |
| UFC on Fox 12                                     | Matt Brown                | vs.                | Robbie Lawler            | Anthony Johnson          | Dennis Bermudez          | $50,000                                                                            |
| UFC Fight Night 46                                | Cathal Pendred            | vs.                | Mike King                | Conor McGregor           | Gunnar Nelson            | $50,000                                                                            |
| UFC Fight Night 45                                | John Lineker              | vs.                | Alptekin Özkiliç         | Donald Cerrone           | Lucas Martins            | $50,000                                                                            |
| TUF 19 Finale                                     | Leandro Issa              | vs.                | Jumabieke Tuerxun        | Adriano Martins          | Leandro Issa             | $50,000                                                                            |
| UFC 175                                           | Chris Weidman             | vs.                | Lyoto Machida            | Ronda Rousey             | Rob Font                 | $50,000                                                                            |
| UFC Fight Night 44                                | Cub Swanson               | vs.                | Jeremy Stephens          | Ray Borg                 | Carlos Diego Ferreira    | $50,000                                                                            |
| UFC Fight Night 43                                | Gian Villante             | vs.                | Sean O'Connell           | Nate Marquardt           | Charles Oliveira         | $50,000                                                                            |
| UFC 174                                           | Tae Hyun Bang             | vs.                | Kajan Johnson            | Tae Hyun Bang            | Kiichi Kunimoto          | $50,000                                                                            |
| UFC Fight Night 42                                | Scott Jorgensen           | vs.                | Danny Martinez           | Piotr Hallmann           | Benson Henderson         | $50,000                                                                            |
| TUF Brazil 3 Finale                               | Kevin Souza               | vs.                | Mark Eddiva              | Stipe Miocic             | Warlley Alves            | $50,000                                                                            |
| UFC Fight Night 41                                | N/A                       | N/A                | N/A                      | Magnus Cedenblad         | Niklas Bäckström         | $50,000                                                                            |
| UFC Fight Night 41                                | N/A                       | N/A                | N/A                      | C.B. Dollaway            | Gegard Mousasi           | $50,000                                                                            |
| UFC 173                                           | T.J. Dillashaw            | vs.                | Renan Barão              | T.J. Dillashaw           | Mitch Clarke             | $50,000                                                                            |
| UFC Fight Night 40                                | Matt Brown                | vs.                | Erick Silva              | Johnny Eduardo           | Matt Brown               | $50,000                                                                            |
| UFC 172                                           | Takanori Gomi             | vs.                | Isaac Vallie-Flagg       | Joseph Benavidez         | Chris Beal               | $50,000                                                                            |
| UFC on Fox 11                                     | Thiago Alves              | vs.                | Seth Baczynski           | Alex White               | Donald Cerrone           | $50,000                                                                            |
| TUF Nations Finale                                | Dustin Poirier            | vs.                | Akira Corassani          | KJ Noons                 | Ryan Jimmo               | $50,000                                                                            |
| UFC Fight Night 39                                | Clay Guida                | vs.                | Tatsuya Kawajiri         | Roy Nelson               | Ramsey Nijem             | $50,000                                                                            |
| UFC Fight Night 38                                | Dan Henderson             | vs.                | Maurício Rua             | Dan Henderson            | Godofredo Pepey          | $50,000                                                                            |
| UFC 171                                           | Johny Hendricks           | vs.                | Robbie Lawler            | Dennis Bermudez          | Ovince St. Preux         | $50,000                                                                            |
| UFC Fight Night 37                                | Alexander Gustafsson      | vs.                | Jimi Manuwa              | Alexander Gustafsson     | Gunnar Nelson            | $50,000                                                                            |
| TUF China Finale                                  | Kazuki Tokudome           | vs.                | Yui Chul Nam             | Dong Hyun Kim            | Matt Mitrione            | $50,000                                                                            |
| UFC 170                                           | Rory MacDonald            | vs.                | Demian Maia              | Ronda Rousey             | Stephen Thompson         | $50,000                                                                            |
| UFC Fight Night 36                                | Lyoto Machida             | vs.                | Gegard Mousasi           | Erick Silva              | Charles Oliveira         | $50,000                                                                            |
| UFC 169                                           | Jamie Varner              | vs.                | Abel Trujillo            | Abel Trujillo            | N/A                      | $75,000 for FOTN; $50,000 for KOTN                                                 |
| UFC on Fox 10                                     | Alex Caceres              | vs.                | Sergio Pettis            | Donald Cerrone           | Alex Caceres             | $50,000                                                                            |
| UFC Fight Night 35                                | Yoel Romero               | vs.                | Derek Brunson            | Luke Rockhold            | Cole Miller              | $50,000                                                                            |
| UFC Fight Night 34                                | Tarec Saffiedine          | vs.                | Hyun Gyu Lim             | Max Holloway             | Russell Doane            | $50,000                                                                            |
| UFC 168                                           | Ronda Rousey              | vs.                | Miesha Tate              | Travis Browne            | Ronda Rousey             | $75,000                                                                            |
| UFC on Fox 9                                      | Edson Barboza             | vs.                | Danny Castillo           | Demetrious Johnson       | Urijah Faber             | $50,000                                                                            |
| UFC Fight Night 33                                | Mark Hunt                 | vs.                | Antônio Silva5           | Maurício Rua             | N/A                      | $50,000                                                                            |
| TUF 18 Finale                                     | Josh Sampo4               | vs.                | Ryan Benoit              | Nate Diaz                | Chris Holdsworth         | $50,000                                                                            |
| UFC 167                                           | Georges St-Pierre         | vs.                | Johny Hendricks          | Tyron Woodley            | Donald Cerrone           | $50,000                                                                            |
| UFC Fight Night 32                                | Thiago Perpetuo           | vs.                | Omari Akhmedov           | Vitor Belfort            | Adriano Martins          | $50,000                                                                            |
| UFC: Fight for the Troops 3                       | Jorge Masvidal            | vs.                | Rustam Khabilov          | Tim Kennedy              | Michael Chiesa           | $50,000                                                                            |
| UFC Fight Night 30                                | Luke Barnatt              | vs.                | Andrew Craig             | Lyoto Machida            | Nicholas Musoke          | $50,000                                                                            |
| UFC 166                                           | Gilbert Melendez          | vs.                | Diego Sanchez            | John Dodson              | Tony Ferguson            | $60,000                                                                            |
| UFC Fight Night 29                                | Raphael Assunção          | vs.                | T.J. Dillashaw           | Dong Hyun Kim            | N/A                      | $50,000                                                                            |
| UFC 165                                           | Jon Jones                 | vs.                | Alexander Gustafsson     | Renan Barão              | Mitch Gagnon             | $50,000                                                                            |
| UFC Fight Night 28                                | Rafael Natal              | vs.                | Tor Troéng               | Glover Teixeira          | Piotr Hallmann           | $50,000                                                                            |
| UFC 164                                           | Pascal Krauss             | vs.                | Hyun Gyu Lim             | Chad Mendes              | Anthony Pettis           | $50,000                                                                            |
| UFC Fight Night 27                                | Carlos Condit             | vs.                | Martin Kampmann          | Brandon Thatch           | Zak Cummings             | $50,000                                                                            |
| UFC Fight Night 26                                | Michael McDonald          | vs.                | Brad Pickett             | Travis Browne            | Michael McDonald         | $50,000                                                                            |
| UFC Fight Night 26                                | Michael McDonald          | vs.                | Brad Pickett             | Matt Brown               | Chael Sonnen             | $50,000                                                                            |
| UFC 163                                           | Ian McCall                | vs.                | Iliarde Santos           | Anthony Perosh           | Sergio Moraes            | $50,000                                                                            |
| UFC on Fox 8                                      | Ed Herman                 | vs.                | Trevor Smith             | Melvin Guillard          | Demetrious Johnson       | $50,000                                                                            |
| UFC 162                                           | Frankie Edgar             | vs.                | Charles Oliveira         | Chris Weidman            | N/A                      | $50,000                                                                            |
| UFC 162                                           | Cub Swanson               | vs.                | Dennis Siver             | Chris Weidman            | N/A                      | $50,000                                                                            |
| UFC 161                                           | James Krause              | vs.                | Sam Stout                | Shawn Jordan             | James Krause             | $50,000                                                                            |
| UFC on Fuel TV 10                                 | Thiago Silva              | vs.                | Rafael Cavalcante        | Thiago Silva             | Erick Silva              | $50,000                                                                            |
| UFC 160                                           | Junior dos Santos         | vs.                | Mark Hunt                | TJ Grant                 | Glover Teixeira          | $50,000                                                                            |
| UFC on FX 8                                       | Lucas Martins             | vs.                | Jeremy Larsen            | Vitor Belfort            | Ronaldo Souza            | $50,000                                                                            |
| UFC 159                                           | Pat Healy3                | vs.                | Jim Miller               | Roy Nelson               | Bryan Caraway 3          | $65,000                                                                            |
| UFC on Fox 7                                      | Matt Brown                | vs.                | Jordan Mein              | Josh Thomson             | N/A                      | $50,000                                                                            |
| UFC on Fox 7                                      | Matt Brown                | vs.                | Jordan Mein              | Yoel Romero              | N/A                      | $50,000                                                                            |
| TUF 17 Finale                                     | Cat Zingano               | vs.                | Miesha Tate              | Travis Browne            | Daniel Pineda            | $50,000                                                                            |
| UFC on Fuel TV 9                                  | Brad Pickett              | vs.                | Mike Easton              | Conor McGregor           | Reza Madadi              | $60,000                                                                            |
| UFC 158                                           | Johny Hendricks           | vs.                | Carlos Condit            | Jake Ellenberger         | N/A                      | $50,000                                                                            |
| UFC on Fuel TV 8                                  | Wanderlei Silva           | vs.                | Brian Stann              | Wanderlei Silva          | N/A                      | $50,000                                                                            |
| UFC on Fuel TV 8                                  | Wanderlei Silva           | vs.                | Brian Stann              | Mark Hunt                | N/A                      | $50,000                                                                            |
| UFC 157                                           | Dennis Bermudez           | vs.                | Matt Grice               | Robbie Lawler            | Kenny Robertson          | $50,000                                                                            |
| UFC on Fuel TV 7                                  | Tom Watson                | vs.                | Stanislav Nedkov         | Tom Watson               | Renan Barão              | $50,000                                                                            |
| UFC 156                                           | Jose Aldo                 | vs.                | Frankie Edgar            | Antônio Silva            | Bobby Green              | $50,000                                                                            |
| UFC on Fox 6                                      | Demetrious Johnson        | vs.                | John Dodson              | Anthony Pettis           | Ryan Bader               | $50,000                                                                            |
| UFC on FX 7                                       | C.B. Dollaway             | vs.                | Daniel Sarafian          | Vitor Belfort            | Ildemar Alcantara        | $50,000                                                                            |
| UFC 155                                           | Jim Miller                | vs.                | Joe Lauzon               | Todd Duffee              | John Moraga              | $65,000                                                                            |
| TUF 16 Finale                                     | Jared Papazian            | vs.                | Tim Elliott              | Pat Barry                | TJ Waldburger            | $40,000                                                                            |
| UFC on FX 6                                       | Nick Penner               | vs.                | Cody Donovan             | Ben Alloway              | N/A                      | $40,000                                                                            |
| UFC on Fox 5                                      | Scott Jorgensen           | vs.                | John Albert              | Yves Edwards             | Scott Jorgensen          | $65,000                                                                            |
| UFC 154                                           | Georges St-Pierre         | vs.                | Carlos Condit            | Johny Hendricks          | Ivan Menjivar            | $70,000                                                                            |
| UFC on Fuel TV 6                                  | Takanori Gomi             | vs.                | Mac Danzig               | Cung Le                  | Thiago Silva             | $40,000                                                                            |
| UFC 153                                           | Jon Fitch                 | vs.                | Erick Silva              | Rony Mariano Bezerra     | Antônio Rodrigo Nogueira | $70,000                                                                            |
| UFC on FX 5                                       | Diego Nunes               | vs.                | Bart Palaszewski         | Michael Johnson          | Justin Edwards           | $40,000                                                                            |
| UFC on Fuel TV 5                                  | Stefan Struve             | vs.                | Stipe Miocic             | Brad Pickett             | Matt Wiman               | $40,000                                                                            |
| UFC 152                                           | TJ Grant                  | vs.                | Evan Dunham              | Cub Swanson              | Jon Jones                | $65,000                                                                            |
| UFC 150                                           | Donald Cerrone            | vs.                | Melvin Guillard          | Donald Cerrone           | Dennis Bermudez          | $60,000                                                                            |
| UFC on Fox 4                                      | Joe Lauzon                | vs.                | Jamie Varner             | Mike Swick               | Joe Lauzon               | $50,000                                                                            |
| UFC 149                                           | Bryan Caraway             | vs.                | Mitch Gagnon             | Ryan Jimmo               | Matt Riddle              | $65,000                                                                            |
| UFC on Fuel TV 4                                  | James Te-Huna             | vs.                | Joey Beltran             | Chris Weidman            | Alex Caceres             | $40,000                                                                            |
| UFC 148                                           | Forrest Griffin           | vs.                | Tito Ortiz               | Anderson Silva           | N/A                      | $75,000                                                                            |
| UFC 147                                           | Rich Franklin             | vs.                | Wanderlei Silva          | Marcos Vinicius          | Rodrigo Damm             | $65,000                                                                            |
| UFC on FX 4                                       | Sam Stout                 | vs.                | Spencer Fisher           | Cub Swanson              | Dan Miller               | $50,000                                                                            |
| UFC on FX 3                                       | Eddie Wineland            | vs.                | Scott Jorgensen          | Mike Pyle                | Erick Silva              | $40,000                                                                            |
| TUF 15 Finale                                     | Justin Lawrence           | vs.                | John Cofer               | Martin Kampmann          | Mike Chiesa              | $40,000                                                                            |
| TUF 15 Finale                                     | Justin Lawrence           | vs.                | John Cofer               | Justin Lawrence          | Mike Chiesa              | $40,000                                                                            |
| UFC 146                                           | N/A                       | N/A                | N/A                      | Dan Hardy                | Paul Sass                | $70,000                                                                            |
| UFC 146                                           | N/A                       | N/A                | N/A                      | Roy Nelson               | Stefan Struve            | $70,000                                                                            |
| UFC on Fuel TV 3                                  | Dustin Poirier            | vs.                | Chan-Sung Jung           | Tom Lawlor               | Chan-Sung Jung           | $40,000                                                                            |
| UFC on Fox 3                                      | Louis Gaudinot            | vs.                | John Lineker             | Lavar Johnson            | Nate Diaz                | $65,000                                                                            |
| UFC 145                                           | Mark Hominick             | vs.                | Eddie Yagin              | Ben Rothwell             | Travis Browne            | $65,000                                                                            |
| UFC on Fuel TV 2                                  | Brad Pickett              | vs.                | Damacio Page             | Siyar Bahadurzada        | John Maguire             | $50,000                                                                            |
| UFC on FX 2                                       | Demetrious Johnson        | vs.                | Ian McCall               | Joseph Benavidez         | Martin Kampmann          | $50,000                                                                            |
| UFC 144                                           | Frankie Edgar             | vs.                | Benson Henderson         | Anthony Pettis           | Vaughan Lee              | $65,000                                                                            |
| UFC on Fuel TV 1                                  | Diego Sanchez             | vs.                | Jake Ellenberger         | Stipe Miocic             | Ivan Menjivar            | $50,000                                                                            |
| UFC 143                                           | Roy Nelson                | vs.                | Fabrício Werdum          | Stephen Thompson         | Dustin Poirier           | $65,000                                                                            |
| UFC on Fox 2                                      | Evan Dunham               | vs.                | Nik Lentz                | Lavar Johnson            | Charles Oliveira         | $65,000                                                                            |
| UFC on FX 1                                       | Pat Barry                 | vs.                | Christian Morecraft      | Nick Denis               | Jim Miller               | $45,000                                                                            |
| UFC 142                                           | Edson Barboza             | vs.                | Terry Etim               | Edson Barboza            | Rousimar Palhares        | $65,000                                                                            |
| UFC 141                                           | Nate Diaz                 | vs.                | Donald Cerrone           | Johny Hendricks          | N/A                      | $75,000                                                                            |
| UFC 140                                           | Jon Jones                 | vs.                | Lyoto Machida            | Chan-Sung Jung           | Frank Mir                | $75,000                                                                            |
| TUF 14 Finale                                     | Diego Brandao             | vs.                | Dennis Bermudez          | John Dodson              | Diego Brandao            | $40,000                                                                            |
| UFC 139                                           | Wanderlei Silva           | vs.                | Cung Le                  | Michael McDonald         | Urijah Faber             | $70,000                                                                            |
| UFC 139                                           | Maurício Rua              | vs.                | Dan Henderson            | Michael McDonald         | Urijah Faber             | $70,000                                                                            |
| UFC on Fox 1                                      | Clay Guida                | vs.                | Benson Henderson         | Junior dos Santos        | Ricardo Lamas            | $65,000                                                                            |
| UFC 138                                           | Brad Pickett              | vs.                | Renan Barão              | Che Mills                | Terry Etim               | $70,000                                                                            |
| UFC 137                                           | B.J. Penn                 | vs.                | Nick Diaz                | Bart Palaszewski         | Donald Cerrone           | $75,000                                                                            |
| UFC 136                                           | Leonard Garcia            | vs.                | Nam Phan                 | Frankie Edgar            | Joe Lauzon               | $75,000                                                                            |
| UFC on Versus 6                                   | Matt Wiman                | vs.                | Mac Danzig               | Anthony Johnson          | Stefan Struve            | $65,000                                                                            |
| UFC 135                                           | Jon Jones                 | vs.                | Quinton Jackson          | Josh Koscheck            | Nate Diaz                | $75,000                                                                            |
| UFC Fight Night 25                                | Matt Riddle               | vs.                | Lance Benoist            | Jake Ellenberger         | TJ Waldburger            | $55,000                                                                            |
| UFC 134                                           | Ross Pearson              | vs.                | Edson Barboza            | Antônio Rodrigo Nogueira | N/A                      | $100,000                                                                           |
| UFC on Versus 5                                   | Dan Hardy                 | vs.                | Chris Lytle              | Donald Cerrone           | Chris Lytle              | $65,000                                                                            |
| UFC 133                                           | Rashad Evans              | vs.                | Tito Ortiz               | Vitor Belfort            | N/A                      | $70,0002                                                                           |
| UFC 132                                           | Dominick Cruz             | vs.                | Urijah Faber             | Carlos Condit            | Tito Ortiz               | $75,000                                                                            |
| UFC on Versus 4                                   | Nik Lentz                 | vs.                | Charles Oliveira         | Cheick Kongo             | Joe Lauzon               | $50,000                                                                            |
| UFC 131                                           | Dave Herman               | vs.                | Jon Olav Einemo          | Sam Stout                | Chris Weidman            | $70,000                                                                            |
| TUF 13 Finale                                     | Kyle Kingsbury            | vs.                | Fabio Maldonado          | Tony Ferguson            | Reuben Duran             | $40,000                                                                            |
| UFC 130                                           | Brian Stann               | vs.                | Jorge Santiago           | Travis Browne            | Gleison Tibau            | $70,000                                                                            |
| UFC 129                                           | José Aldo                 | vs.                | Mark Hominick            | Lyoto Machida            | Pablo Garza              | $129,000                                                                           |
| UFC Fight Night 24                                | Michael McDonald          | vs.                | Edwin Figueroa           | Johny Hendricks          | Chan-Sung Jung           | $55,000                                                                            |
| UFC 128                                           | Edson Barboza             | vs.                | Anthony Njokuani         | Brendan Schaub           | N/A                      | $70,000                                                                            |
| UFC 128                                           | Edson Barboza             | vs.                | Anthony Njokuani         | Erik Koch                | N/A                      | $70,000                                                                            |
| UFC on Versus 3                                   | Diego Sanchez             | vs.                | Martin Kampmann          | Shane Roller             | Brian Bowles             | $60,000 each for FOTN; $40,000 each for KOTN, SOTN                                 |
| UFC 127                                           | Brian Ebersole            | vs.                | Chris Lytle              | Mark Hunt                | Kyle Noke                | $75,000                                                                            |
| UFC 126                                           | Donald Cerrone            | vs.                | Paul Kelly               | Anderson Silva           | Jon Jones                | $75,000                                                                            |
| UFC: Fight for the Troops 2                       | Yves Edwards              | vs.                | Cody McKenzie            | Melvin Guillard          | Yves Edwards             | $30,000                                                                            |
| UFC 125                                           | Frankie Edgar             | vs.                | Gray Maynard             | Jeremy Stephens          | Clay Guida               | $60,000                                                                            |
| UFC 124                                           | Georges St-Pierre         | vs.                | Josh Koscheck            | Mac Danzig               | Mark Bocek               | $100,000 each for FOTN1, KOTN; $50,000 for SOTN                                    |
| UFC 124                                           | Georges St-Pierre         | vs.                | Josh Koscheck            | Mac Danzig               | Jim Miller               | $100,000 each for FOTN1, KOTN; $50,000 for SOTN                                    |
| TUF 12 Finale                                     | Leonard Garcia            | vs.                | Nam Phan                 | Pablo Garza              | Cody McKenzie            | $30,000                                                                            |
| UFC 123                                           | George Sotiropoulos       | vs.                | Joe Lauzon               | B.J. Penn                | Phil Davis               | $80,000                                                                            |
| UFC 122                                           | Pascal Krauss             | vs.                | Mark Scanlon             | Karlos Vemola            | Dennis Siver             | $60,000                                                                            |
| UFC 121                                           | Diego Sanchez             | vs.                | Paulo Thiago             | Cain Velasquez           | Daniel Roberts           | $70,000                                                                            |
| UFC 120                                           | Michael Bisping           | vs.                | Yoshihiro Akiyama        | Carlos Condit            | Paul Sass                | $50,000                                                                            |
| UFC 119                                           | Sean Sherk                | vs.                | Evan Dunham              | N/A                      | C.B. Dollaway            | $70,000                                                                            |
| UFC 119                                           | Matt Mitrione             | vs.                | Joey Beltran             | N/A                      | C.B. Dollaway            | $70,000                                                                            |
| UFC Fight Night 22                                | Jared Hamman              | vs.                | Kyle Kingsbury           | Brian Foster             | Cole Miller              | $40,000                                                                            |
| UFC Fight Night 22                                | Jared Hamman              | vs.                | Kyle Kingsbury           | Brian Foster             | Charles Oliveira         | $40,000                                                                            |
| UFC 118                                           | Nate Diaz                 | vs.                | Marcus Davis             | N/A                      | Joe Lauzon               | $60,000                                                                            |
| UFC 117                                           | Anderson Silva            | vs.                | Chael Sonnen             | Stefan Struve            | Anderson Silva           | $60,000                                                                            |
| UFC 117                                           | Anderson Silva            | vs.                | Chael Sonnen             | Stefan Struve            | Matt Hughes              | $60,000                                                                            |
| UFC on Versus 2                                   | Brian Stann               | vs.                | Mike Massenzio           | Takanori Gomi            | Charles Oliveira         | $40,000                                                                            |
| UFC 116                                           | Stephan Bonnar            | vs.                | Krzysztof Soszynski      | Gerald Harris            | Brock Lesnar             | $75,000                                                                            |
| UFC 116                                           | Chris Leben               | vs.                | Yoshihiro Akiyama        | Gerald Harris            | Brock Lesnar             | $75,000                                                                            |
| TUF 11 Finale                                     | Matt Hamill               | vs.                | Keith Jardine            | Chris Leben              | Court McGee              | $25,000                                                                            |
| UFC 115                                           | Carlos Condit             | vs.                | Rory MacDonald           | Rich Franklin            | Mirko Filipović          | $85,000                                                                            |
| UFC 114                                           | Antônio Rogério Nogueira  | vs.                | Jason Brilz              | Mike Russow              | Ryan Jensen              | $65,000                                                                            |
| UFC 113                                           | Jeremy Stephens           | vs.                | Sam Stout                | Maurício Rua             | Alan Belcher             | $65,000                                                                            |
| UFC 112                                           | Kendall Grove             | vs.                | Mark Muñoz               | DaMarques Johnson        | Rafael dos Anjos         | $75,000                                                                            |
| UFC Fight Night 21                                | Ross Pearson              | vs.                | Dennis Siver             | Roy Nelson               | Kenny Florian            | $30,000                                                                            |
| UFC 111                                           | Rodney Wallace            | vs.                | Jared Hamman             | Shane Carwin             | Kurt Pellegrino          | $65,000                                                                            |
| UFC on Versus 1                                   | N/A                       | N/A                | N/A                      | John Howard              | Clay Guida               | $50,000                                                                            |
| UFC on Versus 1                                   | N/A                       | N/A                | N/A                      | Jon Jones                | Clay Guida               | $50,000                                                                            |
| UFC on Versus 1                                   | N/A                       | N/A                | N/A                      | Junior dos Santos        | Clay Guida               | $50,000                                                                            |
| UFC 110                                           | Joe Stevenson             | vs.                | George Sotiropoulos      | Cain Velasquez           | Chris Lytle              | $50,000                                                                            |
| UFC 109                                           | Nate Marquardt            | vs.                | Chael Sonnen             | Matt Serra               | Paulo Thiago             | $60,000                                                                            |
| UFC Fight Night 20                                | Tom Lawlor                | vs.                | Aaron Simpson            | Gerald Harris            | Evan Dunham              | $30,000                                                                            |
| UFC 108                                           | Joe Lauzon                | vs.                | Sam Stout                | Paul Daley               | Cole Miller              | $50,000                                                                            |
| UFC 107                                           | Alan Belcher              | vs.                | Wilson Gouveia           | TJ Grant                 | DaMarques Johnson        | $65,000                                                                            |
| TUF 10 Finale                                     | Frankie Edgar             | vs.                | Matt Veach               | Roy Nelson               | Mark Bocek               | $25,000                                                                            |
| UFC 106                                           | Josh Koscheck             | vs.                | Anthony Johnson          | Antônio Rogério Nogueira | Josh Koscheck            | $70,000                                                                            |
| UFC 105                                           | Michael Bisping           | vs.                | Denis Kang               | Dennis Siver             | Terry Etim               | $40,000                                                                            |
| UFC 104                                           | Antoni Hardonk            | vs.                | Pat Barry                | Pat Barry                | Stefan Struve            | $60,000                                                                            |
| UFC 103                                           | Rick Story                | vs.                | Brian Foster             | Vitor Belfort            | Rick Story               | $65,000                                                                            |
| UFC Fight Night 19                                | Nate Quarry               | vs.                | Tim Credeur              | Jeremy Stephens          | Nate Diaz                | $30,000                                                                            |
| UFC 102                                           | Antônio Rodrigo Nogueira  | vs.                | Randy Couture            | Nate Marquardt           | Jake Rosholt             | $60,000                                                                            |
| UFC 101                                           | Anderson Silva            | vs.                | Forrest Griffin          | Anderson Silva           | B.J. Penn                | $60,000                                                                            |
| UFC 100                                           | Yoshihiro Akiyama         | vs.                | Alan Belcher             | Dan Henderson            | Tom Lawlor               | $100,000                                                                           |
| TUF 9 Finale                                      | Diego Sanchez             | vs.                | Clay Guida               | Tomasz Drwal             | Jason Dent               | $25,000                                                                            |
| TUF 9 Finale                                      | Joe Stevenson             | vs.                | Nate Diaz                | Tomasz Drwal             | Jason Dent               | $25,000                                                                            |
| TUF 9 Finale                                      | Chris Lytle               | vs.                | Kevin Burns              | Tomasz Drwal             | Jason Dent               | $25,000                                                                            |
| UFC 99                                            | Rich Franklin             | vs.                | Wanderlei Silva          | Mike Swick               | Terry Etim               | $60,000                                                                            |
| UFC 98                                            | Matt Hughes               | vs.                | Matt Serra               | Lyoto Machida            | Brock Larson             | $60,000                                                                            |
| UFC 97                                            | Sam Stout                 | vs.                | Matt Wiman               | Maurício Rua             | Krzysztof Soszynski      | $70,000                                                                            |
| UFC Fight Night 18                                | Tyson Griffin             | vs.                | Rafael dos Anjos         | Aaron Simpson            | Rob Kimmons              | $30,000                                                                            |
| UFC 96                                            | Quinton Jackson           | vs.                | Keith Jardine            | Matt Hamill              | N/A                      | $60,000                                                                            |
| UFC 95                                            | Diego Sanchez             | vs.                | Joe Stevenson            | Paulo Thiago             | Demian Maia              | $40,000                                                                            |
| UFC Fight Night 17                                | Mac Danzig                | vs.                | Josh Neer                | Cain Velasquez           | Joe Lauzon               | $30,000                                                                            |
| UFC 94                                            | Clay Guida                | vs.                | Nate Diaz                | Lyoto Machida            | N/A                      | $65,000                                                                            |
| UFC 94                                            | John Howard               | vs.                | Chris Wilson             | Lyoto Machida            | N/A                      | $65,000                                                                            |
| UFC 93                                            | Marcus Davis              | vs.                | Chris Lytle              | Dennis Siver             | Alan Belcher             | $40,000                                                                            |
| UFC 93                                            | Maurício Rua              | vs.                | Mark Coleman             | Dennis Siver             | Alan Belcher             | $40,000                                                                            |
| UFC 92                                            | Rashad Evans              | vs.                | Forrest Griffin          | Quinton Jackson          | N/A                      | $60,000                                                                            |
| TUF 8 Finale                                      | Junie Browning            | vs.                | Dave Kaplan              | Anthony Johnson          | Krzysztof Soszynski      | $25,000                                                                            |
| UFC: Fight for the Troops                         | Jim Miller                | vs.                | Matt Wiman               | Josh Koscheck            | Steve Cantwell           | $30,000                                                                            |
| UFC 91                                            | Aaron Riley               | vs.                | Jorge Gurgel             | Jeremy Stephens          | Dustin Hazelett          | $60,000                                                                            |
| UFC 90                                            | Sean Sherk                | vs.                | Tyson Griffin            | Junior dos Santos        | Spencer Fisher           | $65,000                                                                            |
| UFC 89                                            | Chris Lytle               | vs.                | Paul Taylor              | Luiz Cane                | Jim Miller               | $40,000                                                                            |
| UFC Fight Night 15                                | Nate Diaz                 | vs.                | Josh Neer                | Alessio Sakara           | Wilson Gouveia           | $30,000                                                                            |
| UFC 88                                            | Kurt Pellegrino           | vs.                | Thiago Tavares           | Rashad Evans             | Jason MacDonald          | $60,000                                                                            |
| UFC 87                                            | Georges St-Pierre         | vs.                | Jon Fitch                | Rob Emerson              | Demian Maia              | $60,000                                                                            |
| UFC Fight Night 14                                | Hermes Franca             | vs.                | Frankie Edgar            | Rory Markham             | C.B. Dollaway            | $25,000                                                                            |
| UFC 86                                            | Quinton Jackson           | vs.                | Forrest Griffin          | Melvin Guillard          | Cole Miller              | $60,000                                                                            |
| TUF 7 Finale                                      | Dustin Hazelett           | vs.                | Josh Burkman             | Drew McFedries           | Dustin Hazelett          | $20,000                                                                            |
| UFC 85                                            | Matt Wiman                | vs.                | Thiago Tavares           | Thiago Alves             | Kevin Burns              | $50,000                                                                            |
| UFC 84                                            | Wilson Gouveia            | vs.                | Goran Reljic             | Wanderlei Silva          | Rousimar Palhares        | $75,000                                                                            |
| UFC 83                                            | Jonathan Goulet           | vs.                | Kuniyoshi Hironaka       | Jason MacDonald          | Demian Maia              | $75,000                                                                            |
| UFC Fight Night 13                                | Kenny Florian             | vs.                | Joe Lauzon               | James Irvin              | Nate Diaz                | $20,000                                                                            |
| UFC 82                                            | Anderson Silva            | vs.                | Dan Henderson            | Chris Leben              | Anderson Silva           | $60,000                                                                            |
| UFC 81                                            | Antônio Rodrigo Nogueira  | vs.                | Tim Sylvia               | Chris Lytle              | Frank Mir                | $60,000                                                                            |
| UFC Fight Night 12                                | Kurt Pellegrino           | vs.                | Alberto Crane            | Patrick Côté             | Nate Diaz                | $40,000                                                                            |
| UFC 80                                            | Paul Taylor               | vs.                | Paul Kelly               | Wilson Gouveia           | B.J. Penn                | $35,000                                                                            |
| UFC 79                                            | Wanderlei Silva           | vs.                | Chuck Liddell            | Eddie Sanchez            | Georges St-Pierre        | $50,000                                                                            |
| TUF 6 Finale                                      | Roger Huerta              | vs.                | Clay Guida               | Jon Koppenhaver          | Matt Arroyo              | $30,000                                                                            |
| TUF 6 Finale                                      | Jon Koppenhaver           | vs.                | Jared Rollins            | Jon Koppenhaver          | Matt Arroyo              | $30,000                                                                            |
| UFC 78                                            | Thiago Alves              | vs.                | Chris Lytle              | Ed Herman                | Akihiro Gono             | $55,000                                                                            |
| UFC 77                                            | Matt Grice                | vs.                | Jason Black              | Anderson Silva           | Demian Maia              | $40,000                                                                            |
| UFC 76                                            | Tyson Griffin             | vs.                | Thiago Tavares           | N/A                      | Forrest Griffin          | $40,000                                                                            |
| UFC Fight Night 11                                | Cole Miller               | vs.                | Leonard Garcia           | Chris Leben              | Dustin Hazelett          | $40,000                                                                            |
| UFC 75                                            | Marcus Davis              | vs.                | Paul Taylor              | Houston Alexander        | Marcus Davis             | $40,000                                                                            |
| UFC 74                                            | Randy Couture             | vs.                | Gabriel Gonzaga          | Patrick Côté             | Thales Leites            | $40,000                                                                            |
| UFC 73                                            | Diego Saraiva             | vs.                | Jorge Gurgel             | Anderson Silva           | Chris Lytle              | $40,000                                                                            |
| TUF 5 Finale                                      | Gray Maynard              | vs.                | Rob Emerson              | Cole Miller              | Joe Lauzon               | $40,000                                                                            |
| UFC 72                                            | Clay Guida                | vs.                | Tyson Griffin            | Marcus Davis             | Ed Herman                | $40,000                                                                            |
| UFC Fight Night 10                                | Sam Stout                 | vs.                | Spencer Fisher           | Drew McFedries           | Thiago Tavares           | $30,000                                                                            |
| UFC 71                                            | Chris Leben               | vs.                | Kalib Starnes            | Quinton Jackson          | Din Thomas               | $40,000                                                                            |
| UFC 70                                            | Michael Bisping           | vs.                | Elvis Sinosic            | Gabriel Gonzaga          | Terry Etim               | $30,000                                                                            |
| UFC 69                                            | Roger Huerta              | vs.                | Leonard Garcia           | Matt Serra               | Kendall Grove            |                                                                                    |
| UFC Fight Night 9                                 | Kenny Florian             | vs.                | Dokonjonosuke Mishima    | N/A                      | Joe Stevenson            |                                                                                    |
| UFC Fight Night 9                                 | Kenny Florian             | vs.                | Dokonjonosuke Mishima    | N/A                      | Kurt Pellegrino          |                                                                                    |
| UFC 68                                            | Jason Lambert             | vs.                | Renato Sobral            | Jason Lambert            | Martin Kampmann          |                                                                                    |
| UFC 67                                            | Frankie Edgar             | vs.                | Tyson Griffin            | Terry Martin             | N/A                      |                                                                                    |
| UFC Fight Night 8                                 | Spencer Fisher            | vs.                | Hermes Franca            | Rashad Evans             | Ed Herman                |                                                                                    |
| UFC 66                                            | Chuck Liddell             | vs.                | Tito Ortiz               | Keith Jardine            | Jason MacDonald          |                                                                                    |
| UFC 65                                            | James Irvin               | vs.                | Hector Ramirez           | Georges St-Pierre        | Joe Stevenson            |                                                                                    |
| TUF 4 Finale                                      | Scott Smith               | vs.                | Pete Sell                | N/A                      | Travis Lutter            |                                                                                    |
| UFC 64                                            | Sean Sherk                | vs.                | Kenny Florian            | Anderson Silva           | Clay Guida               |                                                                                    |
| Ortiz vs. Shamrock 3                              | Matt Hamill               | vs.                | Seth Petruzelli          | Tito Ortiz               | Jason MacDonald          | $30,000                                                                            |
| UFC 63                                            | Matt Hughes               | vs.                | B.J. Penn                | Joe Lauzon               | Tyson Griffin            |                                                                                    |
| UFC 63                                            | Roger Huerta              | vs.                | Jason Dent               | Joe Lauzon               | Tyson Griffin            |                                                                                    |
| UFC 62                                            | Hermes Franca             | vs.                | Jamie Varner             | Chuck Liddell            | Nick Diaz                |                                                                                    |
| UFC Fight Night 6                                 | N/A                       | N/A                | N/A                      | Chris Leben              | Joe Riggs                |                                                                                    |
| UFC 61                                            | Joe Stevenson             | vs.                | Yves Edwards             | Jeff Monson              | Hermes Franca            |                                                                                    |
| UFC Fight Night 5                                 | Jonathan Goulet           | vs.                | Luke Cummo               | Anderson Silva           | Rob MacDonald            |                                                                                    |
| TUF 3 Finale                                      | Kendall Grove             | vs.                | Ed Herman                | Luigi Fioravanti         | Kenny Florian            |                                                                                    |
| TUF 3 Finale                                      | Kendall Grove             | vs.                | Ed Herman                | Luigi Fioravanti         | Rory Singer              |                                                                                    |
| UFC 59                                            | Tito Ortiz                | vs.                | Forrest Griffin          | N/A                      | N/A                      |                                                                                    |
| UFC Fight Night 4                                 | Brad Imes                 | vs.                | Dan Christison           | N/A                      | Dan Christison           |                                                                                    |
| UFC Fight Night 3                                 | Melvin Guillard           | vs.                | Josh Neer                | N/A                      | N/A                      |                                                                                    |